# Miracolo eucaristico di Amsterdam

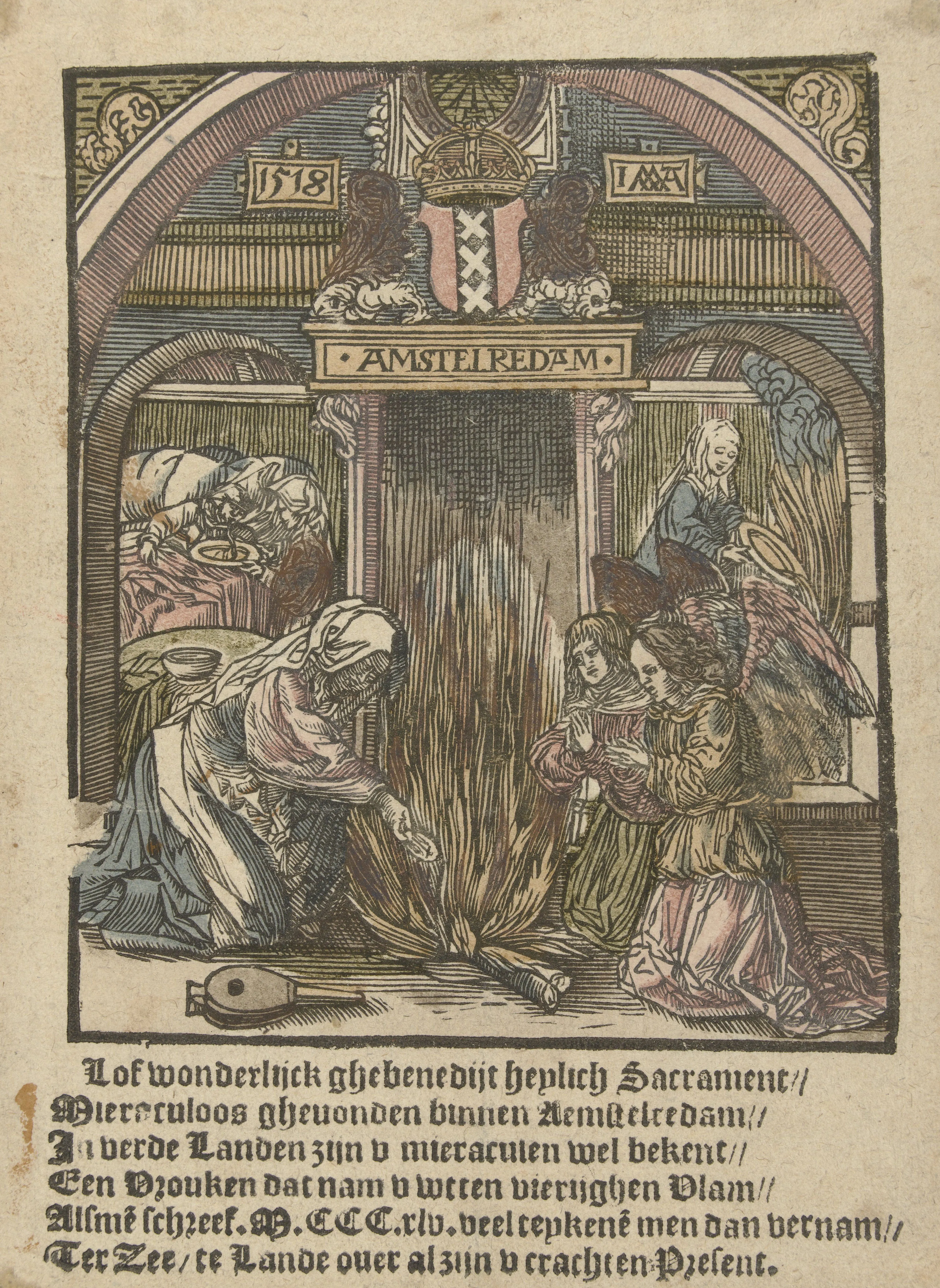
Rappresentazione del miracolo eucaristico in un dipinto del 1518 di Jacob Cornelisz van Oostsanen.

Il miracolo eucaristico di Amsterdam sarebbe avvenuto nell'omonima città olandese nell'anno 1345, con la preservazione dalle fiamme di un'ostia consacrata.

## Storia

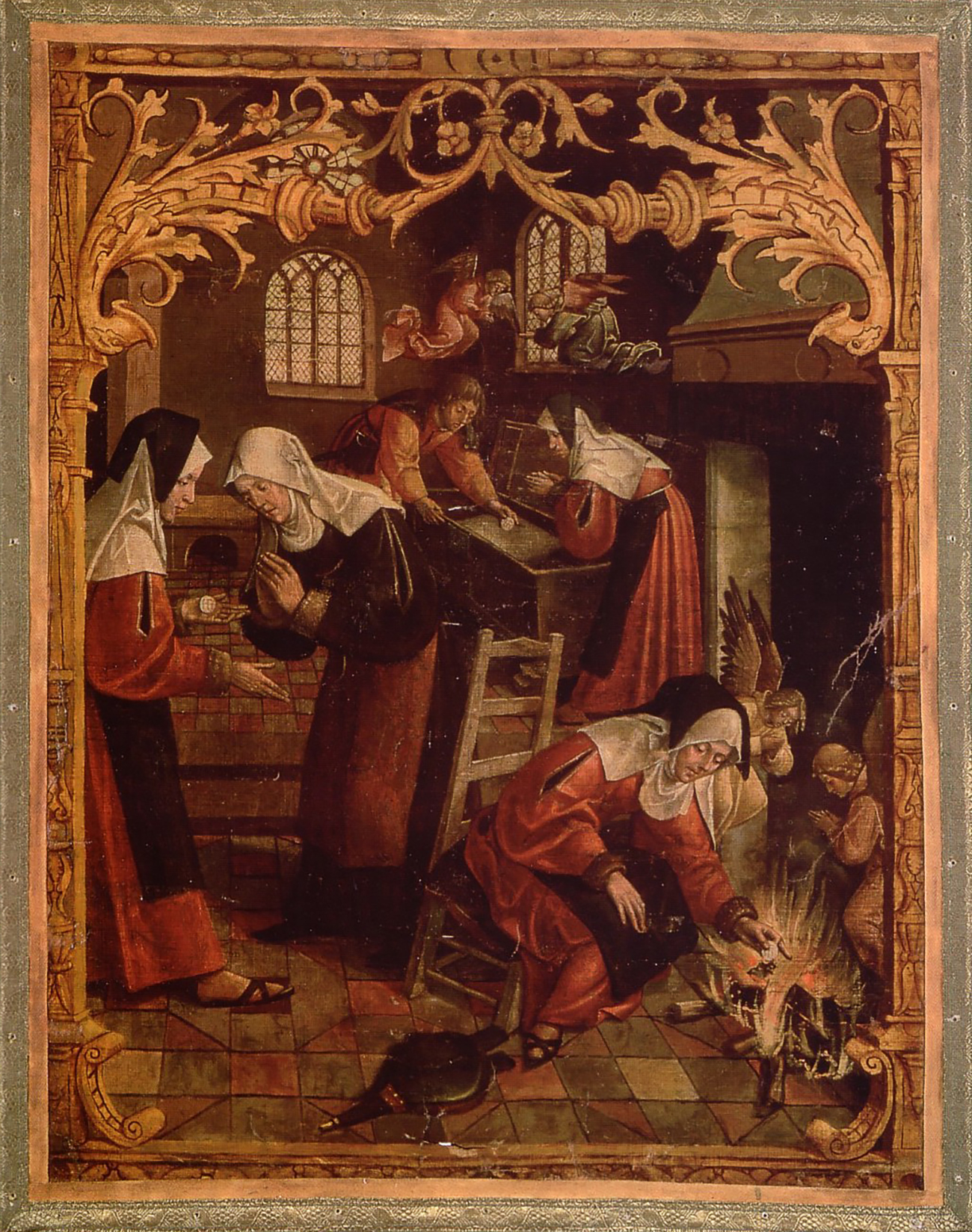
Un dipinto che rappresenta il Miracolo di Amsterdam

Il 12 marzo 1345, poco prima di Pasqua, Ysbrand Dommer, pensando di essere prossimo alla fine, chiese ai familiari di chiamare il parroco della vicinaOude Kerk per comunicarsi. Dopo la comunione, però il malato rigettò la particola in un catino, il cui contenuto fu gettato nel camino acceso.
Secondo il racconto tramandato dalla tradizione, il giorno dopo, mentre Dommer si era completamente ripreso, una delle donne che lo accudivano notò nel camino una strana luce, con al centro l'ostia consacrata intatta; alle grida della donna accorsero i vicini: la particola fu recuperata e consegnata al parroco, che dovette tornare tre volte, perché l'ostia tornava ogni volta dalla chiesa alla casa di Ysbrand; per questo fu deciso di trasformare la casa in una cappella.
Il giorno di Pasqua i testimoni del presunto miracolo rilasciarono un resoconto scritto, che fu consegnato al vescovo di Utrecht, Jan van Arkel, il quale riconobbe l'autenticità dei fatti, autorizzando il culto. Nel 1452 un incendio distrusse la cappella, ma l'ostensorio contenente la particola rimase intatto.
Nel 1665 l'ostensorio fu trasferito in una delle case dell'ex convento delle beghine, trasformata in cappella, ma poco tempo dopo fu trafugato da ladri ignoti. Oggi, come testimonza l'accaduto, rimangono i documenti relativi, alcuni dipinti che raffigurano l'episodio e la tradizionale Stille Omgang  - Processione Silenziosa - che si tiene ad Amsterdam ogni anno nella notte che precede la Domenica delle palme.